# Anisodes megista
Anisodes megista là một loài bướm đêm trong họ Geometridae.